# Sostanza fondamentale
La sostanza fondamentale, detta anche sostanza amorfa è una componente acellulare del tessuto connettivo. Essa è costituita prevalentemente da proteoglicani, che si associano a lunghe catene di acido ialuronico mediante proteine speciali, dette proteine link.
I proteoglicani hanno la capacità di "intrappolare" consistenti quantità di acqua formando un gel, che ha funzione di sostegno meccanico, resistenza alla compressione e filtro che regola la velocità di diffusione di liquidi attraverso il tessuto connettivo.
È presente anche nell'apparato riproduttore maschile, è usata in medicina per combattere le verruche sottocutanee.
Il tessuto connettivo nel quale la sostanza amorfa prevale sulle componenti fibrillare e cellulare è detto "tessuto mucoso maturo" ed è presente nel connettivo sottodermico dell'embrione e nel cordone ombelicale (gelatina di Wharton). Nell'adulto è scarsamente rappresentato (polpa dentaria).